# Billigheim-Ingenheim
Billigheim-Ingenheim là một xã thuộc huyện Südliche Weinstraße, bang Rheinland-Pfalz, Đức. Xã này có diện tích 22,95 km², dân số thời điểm 31 tháng 12 năm 2006 là 3899 người.

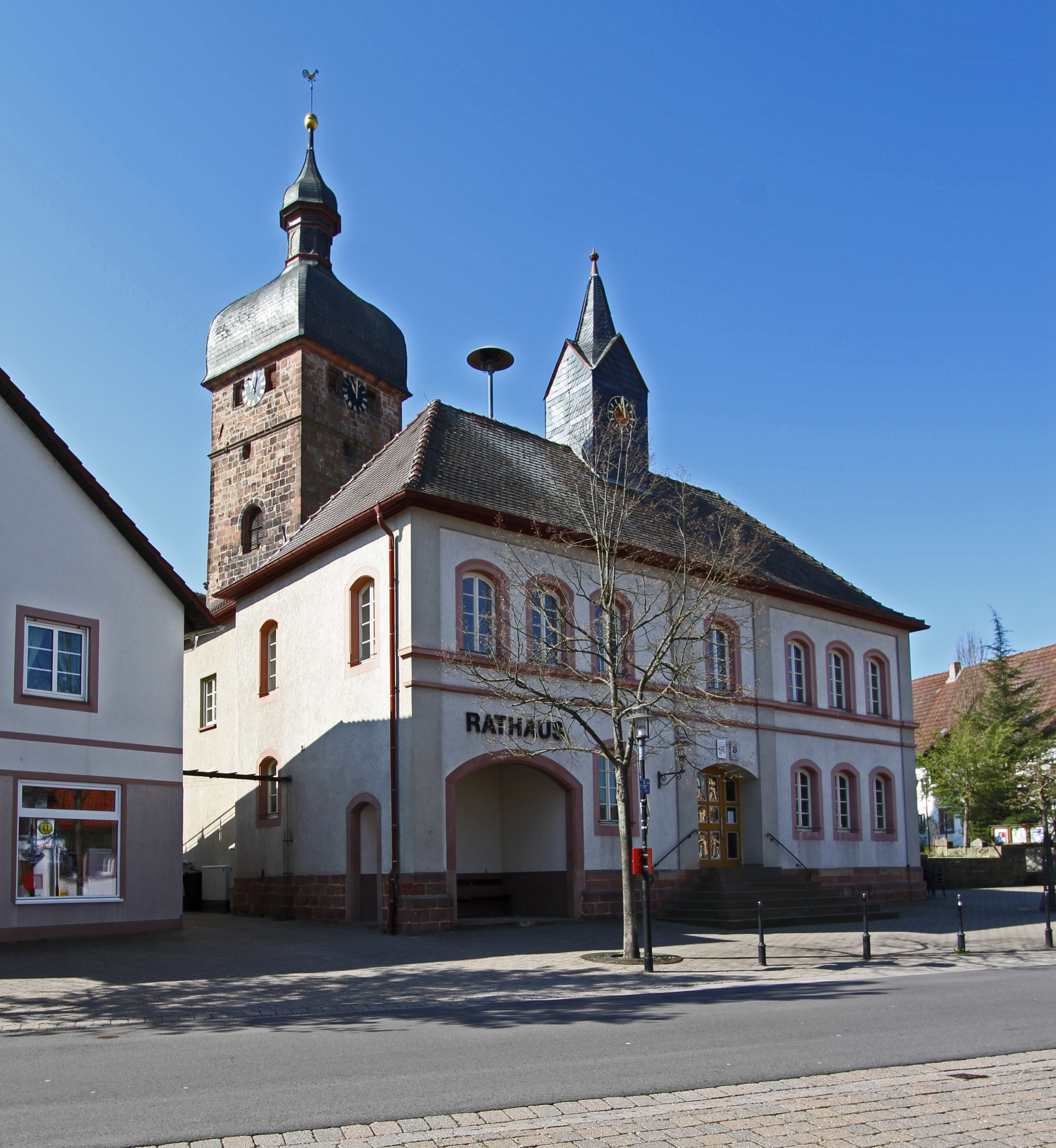
Billigheim
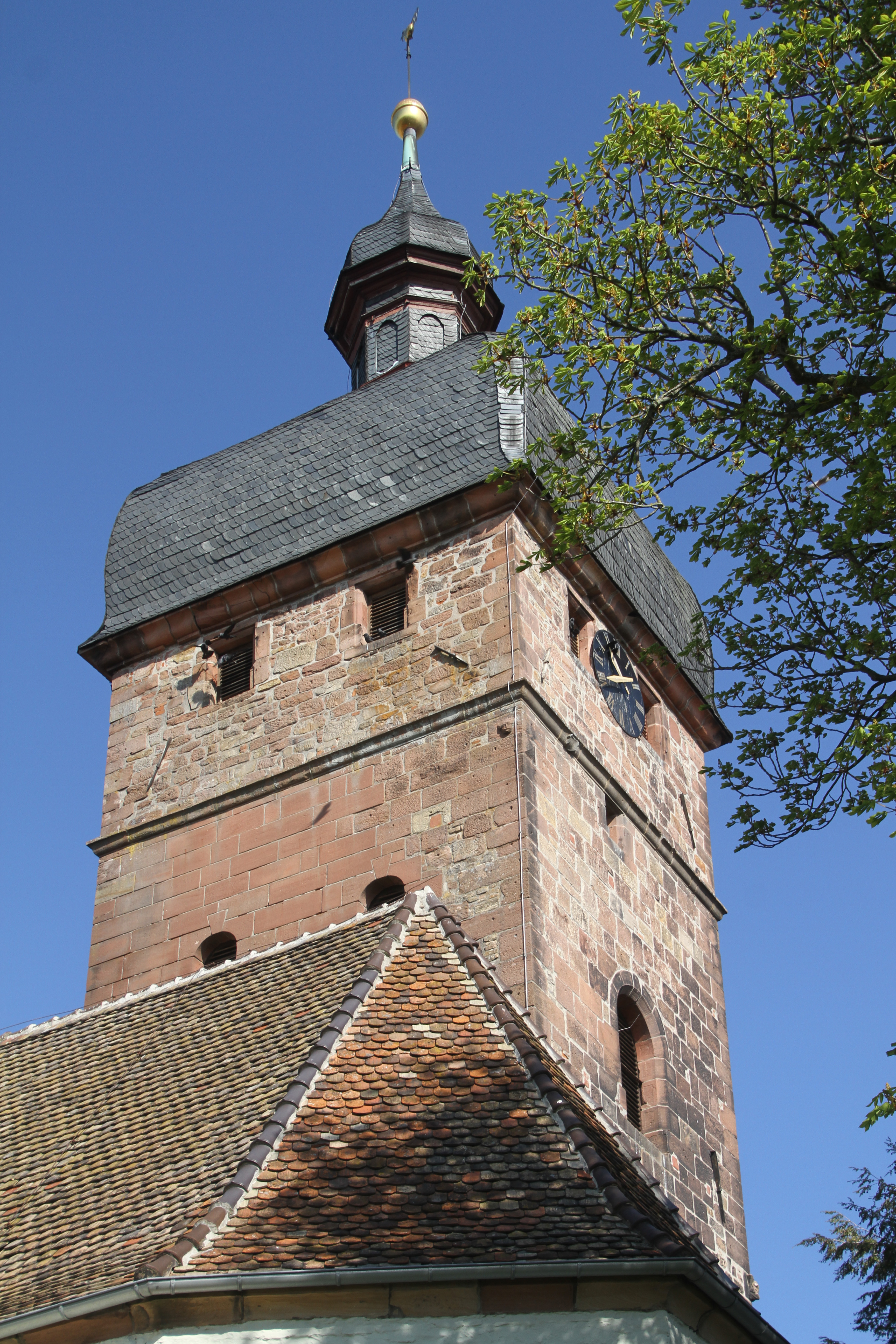
Billigheim
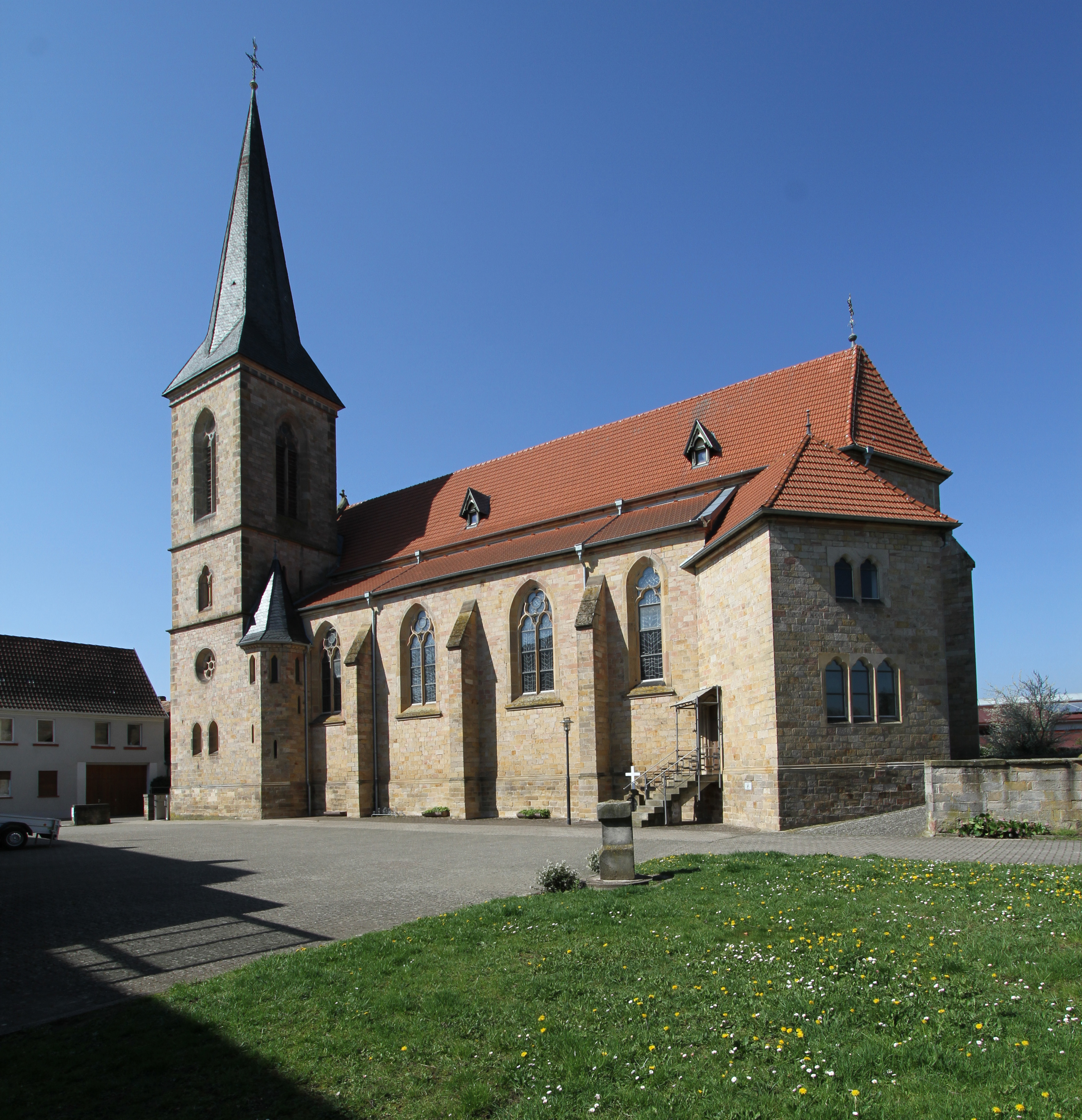
Ingenheim
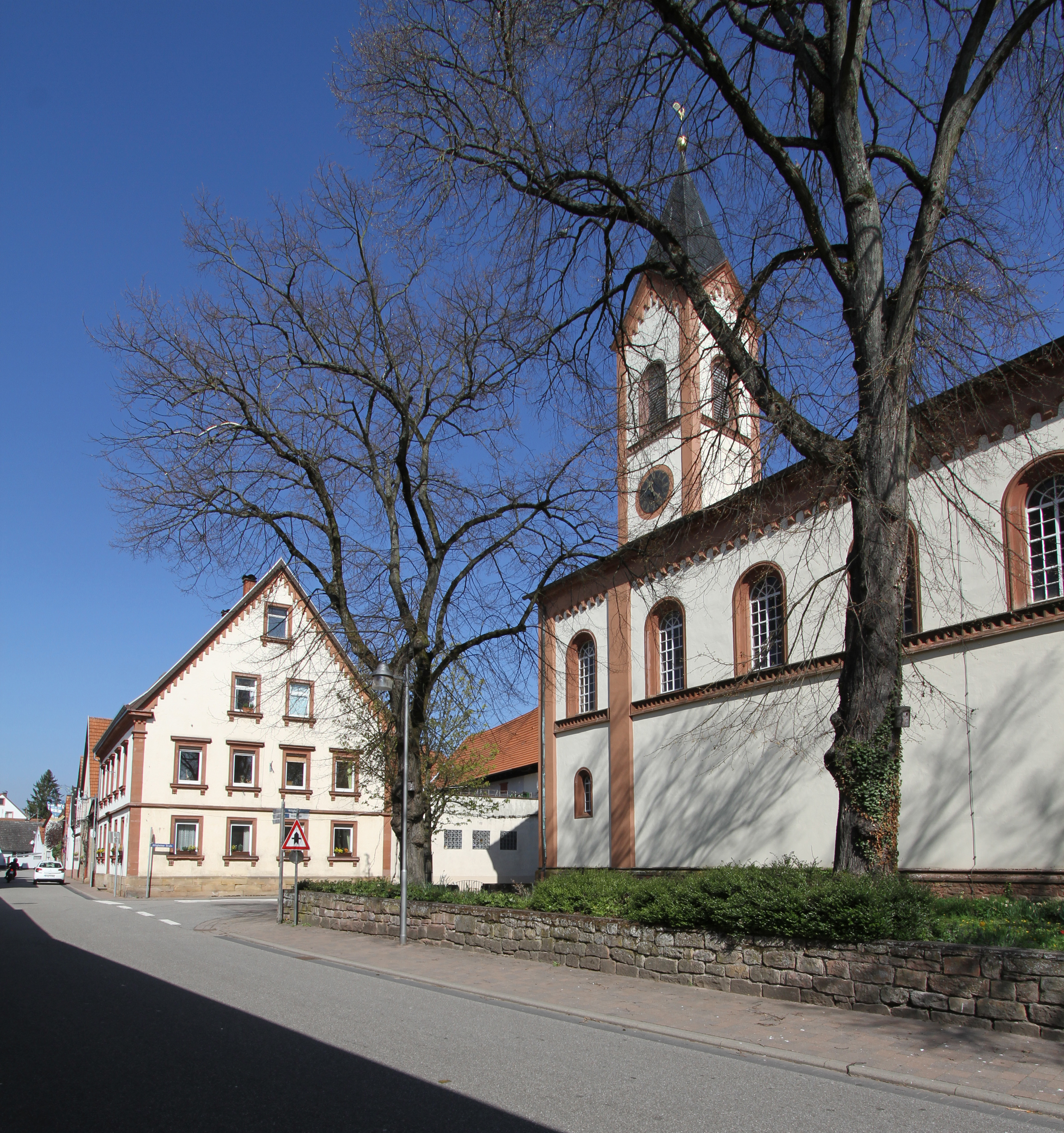
Mühlhofen